# Izmajlovskaja
Izmajlovskaja (in russo: Измайловская) è una stazione della metropolitana di Mosca, situata sulla linea Arbatsko-Pokrovskaja.
Insieme a Vychino, è una delle stazioni a due piani in superficie che non appartengono alla linea Filëvskaja. I rigidi inverni di Mosca rendono inagevoli le stazioni in superficie, ma ciononostante queste stazioni godettero di una certa popolarità tra il 1958 e il 1966, per i bassi costi di costruzione.
Izmajlovskaja fu costruita nel 1961 per sostituire la vecchia stazione Pervomajskaja, che era in servizio dal 1944. Il design della stazione mostra un grande ingresso, raggiungibile dalla strada con due rampe di scale; la banchina è relativamente spartana, con una tettoria che provvede alla protezione dagli agenti atmosferici e con pilastri in marmo bianco. L'architetto fu I. G. Taranov; la stazione ha un ingresso diretto dal grande Izmajlovskij Park, situato presso la fermata.